# 마이클 (1996년 영화)
마이클(Michael)은 미국에서 제작된 노라 애프론 감독의 1996년 드라마, 판타지, 코미디, 멜로/로맨스 영화이다. 존 트라볼타 등이 주연으로 출연하였고 제임스 잭스 등이 제작에 참여하였다.

## 출연

### 주연
- 존 트라볼타
- 앤디 맥도웰
- 윌리엄 허트
- 밥 호스킨스

### 조연
- 로버트 패스토렐리
- 진 스테이플턴

## 제작진
- Ass-PD: 앨런 B. 커티스
- Co-PD: G. 맥 브라운
- 미술: 댄 데이비스
- 의상: 엘리자베스 맥브라이드